# Utripni volumen
Utripni volumen (okrajšano UV) je volumen krvi, ki jo srčni prekat iztisne pri eni sistoli. Izračuna se s pomočjo meritve volumna prekata z ehokardiogramom; od volumna krvi v prekatu pred sistolo (končni diastolični volumen, KDV) se odšteje volumen krvi v prekatu ob koncu sistole (končni sistolični volumen, KSV). Utripni volumen se lahko nanaša tako na levi kot na desni prekat, vendar se običajno računa za desnega. Utripna volumna obeh prekatov sta načeloma enaka, oba okoli 70 ml pri zdravem 70-kilogramskem moškem.
Utripni volumen je pomembna determinanta minutnega volumna srca, ki je zmnožek utripnega volumna in frekvence srčnega utripa. Uporablja se tudi za izračun iztisnega deleža, ki se izračuna kot količnik utripnega volumna in končnega diastoličnega volumna. Pri določenih stanjih in boleznih je utripni volumen zmanjšan, zato utripni volumen daje podatek o srčni funkciji.

## Izračun
| Parameter                        | Pribl. povprečna vrednost | Normalno območje         |
| -------------------------------- | ------------------------- | ------------------------ |
| Končni diastolični volumen (KDV) | 120 ml                    | 65–240 ml                |
| Končni sistolični volumen (KSV)  | 50 ml                     | 16–143 ml                |
| Utripni volumen (UV)             | 70 ml                     | 55–100 ml                |
| Iztisni delež (Ef)               | 58 %                      | 55–70 %                  |
| Frekvenca srčnega utripa (FSU)   | 70 utripov na minuto      | 60–100 utripov na minuto |
| Minutni volumen srca (MVS)       | 4,9 L/min                 | 4,0–8,0 L/min            |

Vrednost utripnega volumna se izračuna kot razlika med končnim diastoličnim volumnom (KDV) in končnim sistoličnim volumnom (KSV) za določen prekat:{\displaystyle UV=KDV-KSV}
Pri zdravem 70-kilogramskem moškem znaša KDV okoli 120 ml, KSV pa okoli 50 ml; razlika 70 ml predstavlja utripni volumen.

## Dejavniki
Moški imajo povprečno večji utripni volumen zaradi večje velikosti srca. Sicer pa je utripni volumen odvisen od različnih dejavnikov, in sicer poleg velikosti srca še od krčljivosti srčne mišice, trajanja kontrakcije, predobremenitve in sistoličnega bremena.

### Telesna vadba
Dolgotrajna aerobna vadba lahko poveča utripni volumen, kar pogosto rezultira v znižani frekvenci srčnega utripa v mirovanju, le-to pa povzroči podaljšano prekatno diastolo (polnjenje s krvjo), s tem pa povečan končni diastolični volumen in večjo količino krvi, ki se iz prekata iztisne med sistolo.

### Predobremenitev
Utripni volumen je intrinzično nadzorovan s predobremenitvijo (angl. preload), ki pomeni stopnjo raztegnjenosti prekatov pred krčenjem. Če se povečata volumen ali hitrost dotoka krvi iz venskega sistema v srce, se predobremenitev poveča in zaradi Frank-Starlingovega zakona se poveča utripni volumen. Zmanjšan dotok krvi iz ven pa obratno povzroči zmanjšan utripni volumen.

### Sistolično breme
Povečano sistolično breme (angl. afterload;  impendanca, proti kateri srce iztisne kri med sistolo in se običajno podaja kot tlak v aorti med sistolo) zmanjša utripni volumen. Pri zdravih posameznikih sistolično breme običajno ne vpliva na utripni volumen; povečane vrednosti sistoličnega bremena se pojavljajo na primer pri stenozi aorte in arterijski hipertenziji. 